# 鍵屋站
鍵屋站（日语：／ Kagiya eki */?）是位於岐阜縣岐阜市，名古屋鐵道鏡島線的鐵道車站（廢站）。

## 歷史
在1924年，美濃電氣軌道的鍵屋站啟用。當初，包含此站在內，鏡島線千手堂站至森屋站之間是使用專用軌道，後來才改變為混合路權軌道。在戰後隨著機動化（汽車社會）的進展，鏡島線在1964年廢除，此站也被廢除。
- 1924年（大正13年）4月21日 - 美濃電氣軌道鏡島線千手堂站至鏡島站之間開通，此站啟用[4][5]。
- 1930年（昭和5年）8月20日 - 美濃電氣軌道與名古屋鐵道（第一代。同年中改名為名岐鐵道，在1935年起再改名為名古屋鐵道）合併。成為名古屋鐵道鏡島線的車站[5]。
- 1950年（昭和25年）
  - 6月10日 - 由於進行混合路權軌道化工程，包含此站在內，千手堂站至森屋站之間暫停營業[6]。
  - 7月11日 - 工程完成，千手堂站至森屋站之間重開[6]。
- 1964年（昭和39年）10月4日 - 鏡島線全線廢除，此站也被廢除[5][7]。

## 車站構造
截至車站廢除前，此站是地面車站，設有1面1線的單式月台。車站是位於道路上。

## 替代交通
- 岐阜巴士（日语：岐阜乗合自動車）（當初由名鐵巴士（日语：名鉄バス）營運）「鍵屋」巴士站。

## 相鄰車站
名古屋鐵道
鏡島線
千手堂－鍵屋－本莊

## 注腳
1. ↑  國土地理院2.5萬地形圖「墨俟」（岐阜西部），1932年(昭和7年)修正版。
2. ↑  . 鄉土出版社. 1997: 164. ISBN 4-87670-097-4 （日语）.
3. ↑  川島令三. . 名古屋北部・岐阜篇 1. 草思社. 1997: 126. ISBN 4-7942-0796-4 （日语）.
4. ↑  「地方鉄道運輸開始」《官報》1924年4月26日（國立國會圖書館數碼化資料）
5. 1 2 3  . 鄉土出版社. 1997: 219–230. ISBN 4-87670-097-4 （日语）.
6. 1 2  名古屋鉄道広報宣伝部（編）. . 名古屋鐵道. 1994: 984 （日语）.
7. ↑  今尾惠介（監修）.  7 東海. 新潮社. 2008: 52. ISBN 978-4-10-790025-8 （日语）.